# (18316) 1981 EJ38
A (18316) 1981 EJ38 a Naprendszer kisbolygóövében található aszteroida. Schelte J. Bus fedezte fel 1981. március 1-jén.